# Düsseldorfer Eisenbahnbedarf
Die Düsseldorfer Eisenbahnbedarf AG, vorm. Carl Weyer & Cie. war ein Maschinenbau-Unternehmen in Düsseldorf. Es entstand 1882 aus der Eisenbahnwagen- und Maschinenfabrik Carl Weyer & Cie., die wiederum auf das 1861 nach Konkurs übernommene Unternehmen Overweg & Bünger zurückging, und galt damit als eines der ältesten Waggonbau-Unternehmen in Deutschland.
Im Stammwerk in Düsseldorf-Oberbilk in der Kölner Straße 170 und im später errichteten Zweigwerk in Düsseldorf-Reisholz wurden Waggons und Triebwagen für Eisenbahnen und Straßenbahnen hergestellt. 1927 ging das Unternehmen durch Fusion auf die Vereinigte Westdeutsche Waggonfabriken AG (Westwaggon) über, die aber die beiden Produktionsstandorte in Düsseldorf aufgab.

## Geschichte

### Vorgeschichte (Overweg & Bünger,Eisenbahnwagen- und Maschinenfabrik Carl Weyer & Cie.)
Im Jahr 1861 wurde das in Konkurs geratene Unternehmen Overweg & Bünger von Carl Weyer (Deutz) und Emil Peill (Köln) in einer Versteigerung für 36.000 Taler erworben und unter der Firma Eisenbahnwagen- und Maschinenfabrik Carl Weyer & Cie. in der Rechtsform einer Kommanditgesellschaft betrieben. Das Grundkapital betrug 60.000 Taler. Das von Overweg & Bünger bereits 1856 erbaute, in Düsseldorf-Oberbilk liegende Werk verfügte über eine kleine Stellmacherei, eine Schmiede sowie eine Dreherei und Schlosserei. Es sollte dem Bau von Eisenbahnwagen dienen – allerdings war man bis zum Konkurs anscheinend noch nicht über Versuche hinaus gekommen.
Bereits im Gründungsjahr 1861 erfolgte die erste Lieferung von offenen, noch mit hölzernen Untergestellen versehenen, Güterwagen an die Köln-Mindener Eisenbahn-Gesellschaft (KME) und an die Bergisch-Märkische Eisenbahn-Gesellschaft. Im Jahr 1863 folgte dann der Bau der ersten Personenwagen für die KME, der schnell weitere Gattungen von Eisenbahnwagen folgten. So wurden z. B. 1867 an die Großherzoglich Oldenburgischen Staatseisenbahnen gedeckte Güterwagen geliefert, die zum Teil auch für den Transport von Pferden hergerichtet waren.
1873 wurden schon 1500 Güterwagen jährlich produziert.

### Umwandlung zur AktiengesellschaftDüsseldorfer Eisenbahnbedarf
Am 13. Juni 1882, also 21 Jahre nach der Gründung, wurde wegen langjähriger Krankheit des Eigentümers Carl Weyer das Unternehmen unter der Führung des Industriellen Emil von Gahlen in eine Aktiengesellschaft mit der Firma Düsseldorfer Eisenbahnbedarf, vorm. Carl Weyer & Cie. umgewandelt. Das anfängliche Grundkapital von 1,2 Millionen Mark wurde bis 1912 auf 4,5 Millionen Mark erhöht. Als Unternehmenszweck wurden in den 1920er Jahren außer dem Waggonbau auch Holzbearbeitung, Möbelfabrikation, Aufbauten für Lastautos und Autobusse sowie Lastwagenanhänger genannt.
Ab 1882 entstand ein neues Werk in Reisholz für den Bau von Personen-, Speise-, Schlaf- und Salonwagen.
1921 wurde das Unternehmen Mitglied der Eisenbahnwagen Liefergemeinschaft GmbH (EISLIEG) mit Sitz in Düsseldorf. Weitere Mitglieder waren die Dessauer Waggonfabrik AG, die H. Fuchs Waggonfabrik AG, die Siegener Eisenbahnbedarf AG, die Waggon-Fabrik AG Uerdingen sowie Wegmann & Co. In der Folge traten dann noch die Unternehmen Waggon- und Maschinenbau AG Görlitz (WUMAG) und Gottfried Lindner AG bei. Dieser Waggonbau-Verbund stellte mit einer Produktionskapazität von jährlich 18.000 bis 20.000 Fahrzeugen die stärkste und leistungsfähigste Gruppe innerhalb der deutschen Waggonbau-Industrie dar.

### Fusion 1927
1927 wurde das Unternehmen Düsseldorfer Eisenbahnbedarf, vormals Carl Weyer & Co. unter Mitwirkung der Deutschen Bank AG von dem Kölner Waggonbauunternehmen Van der Zypen & Charlier übernommen, nach Fusion firmierte das vereinigte Unternehmen als Vereinigte Westdeutsche Waggonfabriken AG (Westwaggon). 1928 kam noch die Waggonfabrik Gebrüder Gastell in Mainz-Mombach hinzu. Aus Rationalisierungsgründen wurden die Produktionsanlagen in Hagen und Düsseldorf geschlossen und Westwaggon produzierte fortan nur noch in Köln und Mainz.

## Produktgalerie
Beispiele für Erzeugnisse des Unternehmens, Abbildungen aus der Festschrift von 1911 und aus dem Buch Das deutsche Eisenbahnwesen der Gegenwart (vgl. Literatur)

Vierachsiger Durchgangszug-Wagen 1./2. Klasse AB4ü Pr 09
Vierachsiger Durchgangszug-Abteilwagen ABC4ü
Speisewagen der ISG mit zweiachsigen Drehgestellen
Durchgangswagen der Bagdadbahn
Vierachsiger Benzoltriebwagen
Zweiachsiger kombinierter Post- und Gepäckwagen
Spezialwagen für Bierversand mit Bremserhaus
Kühlwagen für Fleischtransport bei der Befüllung mit Eis
Elektrischer Triebwagen der Straßenbahn Düsseldorf
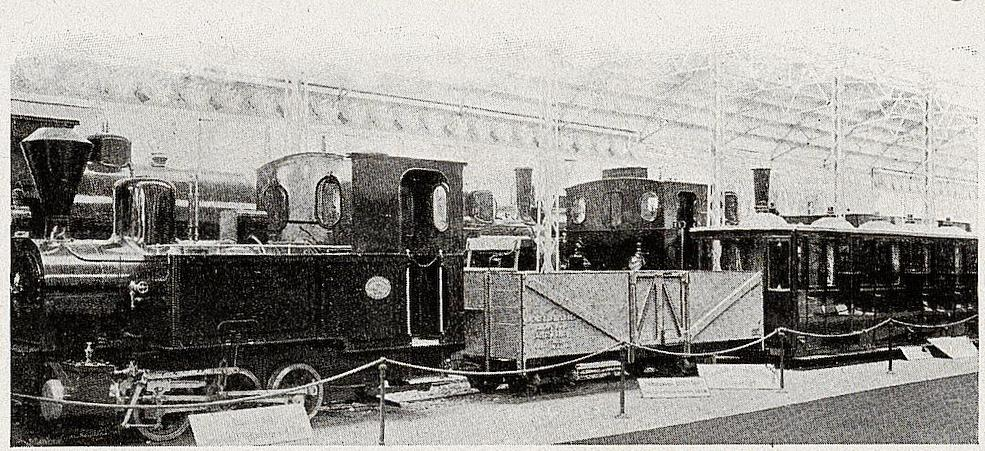
Tiefgebauter Personenwagen der Düsseldorfer Eisenbahnbedarf